# جون إغان (مدير)
جون إغان (بالإنجليزية: John Egan)‏ هو مدير بريطاني، ولد في 7 نوفمبر 1939.

## وصلات خارجية
- جون إغان على موقع مونزينجر (الألمانية)